# Convento de San Marcial (Tudela)
El convento de San Marcial de Tudela (Navarra) fue un convento o ermita del siglo XIII fundado por los monjes premonstratenses o de San Marcial frente a lo que hoy es el Paseo Invierno de Tudela, al que se accedía por un camino que se pasó a llamar de San Marcial.

## Historia y cronología de construcción
El convento fue construido en 1268 (sus fundadores llegaron desde el Monasterio de Grandimont, Francia). Es citado en un escrito de 1304. Hasta principios del siglo XIX se celebraba procesión y misa en la basílica de San Marcial.
Su iglesia-basílica fue demolida en 1860. En sus solares fueron edificados el Lestonac (1946), el teatro Gaztambide (1936), la vía férrea y otras construcciones. El camino que sirvió de acceso al monasterio fue conocido desde entonces como Camino de San Marcial.